# 瓦迪布傑馬

35°28′23″N 1°11′33″W / 35.47306°N 1.19250°W
瓦迪布傑馬（阿拉伯语：‎），是阿爾及利亞的城鎮，位於該國西北部艾因泰穆尚特省，由阿姆里耶區負責管轄，面積82平方公里，2010年人口6,228，人口密度每平方公里76人。